# 1156 Kira
Az 1156 Kira (ideiglenes jelöléssel 1928 DA) a Naprendszer kisbolygóövében található aszteroida. Karl Wilhelm Reinmuth fedezte fel 1928. február 22-én, Heidelbergben.